# 키위 (별명)
키위(영어: Kiwi)는 뉴질랜드인을 의미하는 별명으로, 키위새에서 유래한다.
키위는 국제적으로도 사용되지만 뉴질랜드 사람들이 사용하는 일반적인 자기 참조이다. 수많은 민족 비하 호칭과 달리 그 사용은 불쾌감을 주는 것으로 간주되지 않는다. 오히려 이 용어는 일반적으로 대부분의 뉴질랜드 사람들에게 자부심과 애정의 상징으로 간주된다.
이름은 뉴질랜드의 국가 상징인 날지 못하는 토종 새인 키위에서 유래되었다. 1차 세계대전 전까지 키위는 국민이 아니라 국가를 대표했다. 그러나 1917년까지 뉴질랜드인은 "엔제더(Enzedder)"와 같은 다른 별명을 대신하여 "키위(Kiwis)"라고도 불렸다.

## 같이 보기
- 키위 (과일)
- 마오리족
- 파케하
- .kiwi
- 양키
- Aussie